# Хан Юнис
Хан Юнис (на арабски خان يونس) е вторият по големина град в Ивицата Газа, намира се на 4 км източно от средиземноморския бряг и на 8 км северно от египетската граница. Населението на града е 179 900 души (2006), от тях 1/3 живеят в бежански лагер.

## История
Хан Юнис е основан през 14 век от емирът Юнис (един от най-висшестоящите сановници на мамелюците в Египет), чието име носи. Първоначално служи за спирка на преминаващите търговски кервани, но по-късно селището се превръща в пазарен център.
Градът тежко пострадва по времето на Суецката криза (1956) и Шестдневната война (1967). Израелската окупация се отразява извънредно зле на града и населението му, тъй като той се използва често за база на терористични нападения срещу Израел. Откакто Хамас поема контрола над ивицата Газа, от Хан Юнис често са изстрелвани ракети Касам към съседния израелски град Сдерот.